# Katoenweverij Vanderhaeghen (Gent)

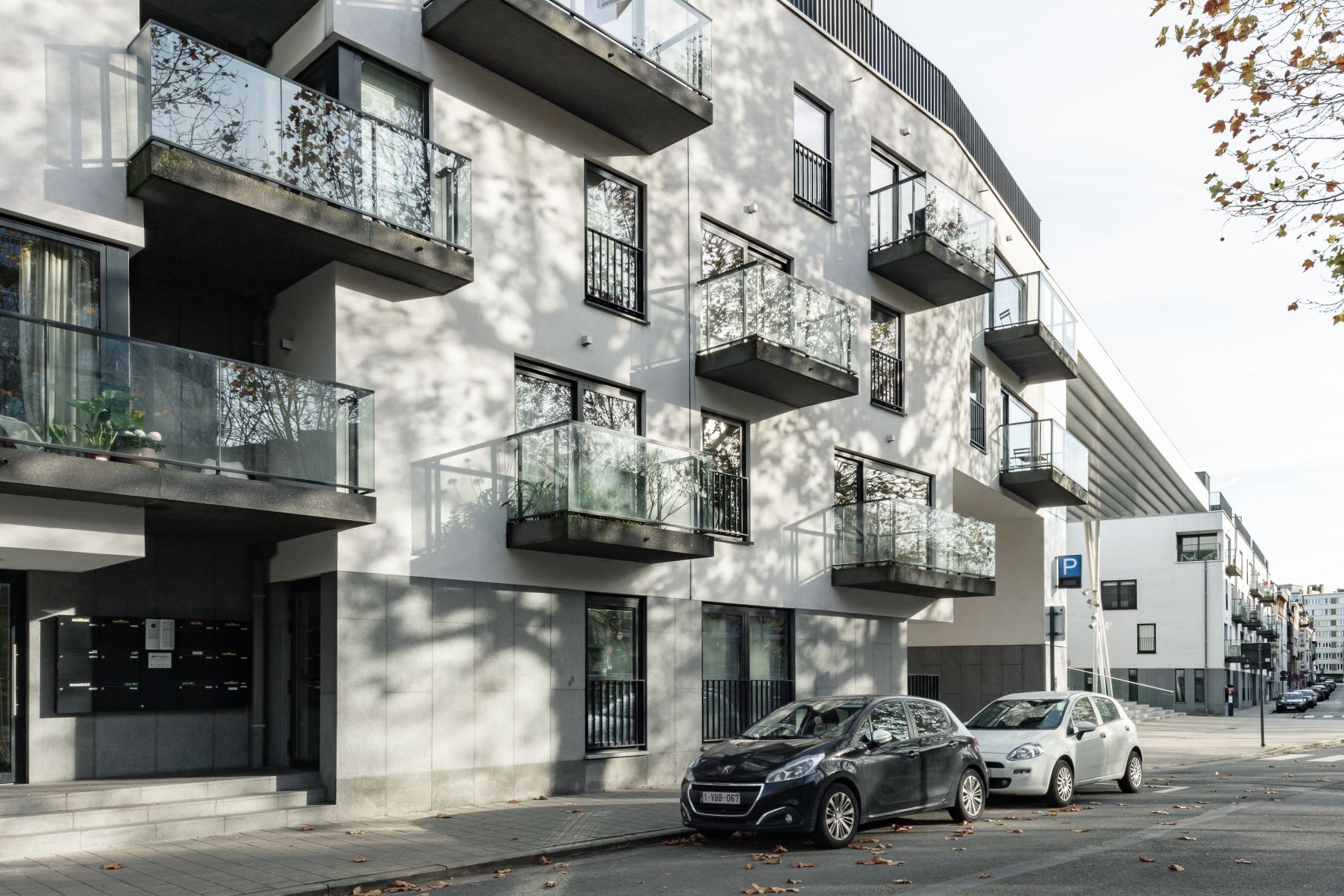
Woonblok op voormalige site van de textielfabriek Vanderhaeghen

De katoenweverij Vanderhaeghen werd in 1872 opgericht door Diomède Vanderhaeghen (1847-1913). 

## Geschiedenis van de fabriek
De textielfabriek Vanderhaeghen was gevestigd aan Ter Platen in Gent. Ze was actief tot 1969. Op de plaats waar de fabriek was gevestigd is nu het huidige Kinepoliscomplex.